# Negrești (Bâra), Neamț
Negrești (în trecut, Călugărița-Negrești) este un sat în comuna Bâra din județul Neamț, Moldova, România.